# John Dexter (Musiker)
John Dexter (* 1945 oder 1946; † 21. Mai 2023) war ein US-amerikanischer klassischer Musiker (Bratsche).

## Leben und Wirken
Dexter wurde in eine Familie professioneller Musiker hineingeboren, die ihn schon in jungen Jahren für das Familienquartett rekrutierte. Seine musikalische Ausbildung begann in Des Moines, Iowa, wo er seinen ersten Abschluss in Performance an der Drake University machte. Anschließend zog er nach New York City, um an der Juilliard School bei Größen wie Dorothy Delay und Lillian Fuchs zu studieren. Der Auftritt in einem Streichquartett erwies sich schon in seinen frühen Jahren als eine starke Kraft für seine Karriere als Musiker und er begann seine Konzerttätigkeit mit dem Madison String Quartet (mit Bruce Berg, Cordula Rosow, Stephen Stalker). Während seiner Tätigkeit als Bratschist von 1973 bis 1979 war Dexter Mitglied der Fakultäten der Colgate University und des Hamilton College, trat ausgiebig in den Vereinigten Staaten und Europa auf und machte mehrere Aufnahmen zeitgenössischer Musik.
Als Dexter 1980 dem Manhattan String Quartet beitrat, machte er von der Kritik gefeierte Aufnahmen, trat in Rundfunksendungen von Music Mountain auf und präsentierte drei Streichquartettzyklen von Schostakowitsch in New York City und bei Radio France. Seine Tourneen mit dem Quartett führten ihn nach Asien, Europa, Nord- und Südamerika sowie auf drei Tourneen in die frühere Sowjetunion während der Glasnost-Ära der 1980er Jahre. Seine Aufnahme von Anthony Newmans Bratschenkonzert bei Newport Classics wurde von der Kritik für seine Virtuosität und musikalische Poesie hoch gelobt. Als Solobratschist trat Dexter mit dem New York City Opera Orchestra, Philharmonia Virtuosi, New York City Strings, dem Joffrey Ballet in New York City, dem American Symphony Orchestra, dem American Composers Orchestra und dem Hong Kong Philharmonic auf. Zudem unterhielt er auch ein Lehrstudio und war als Kammermusiklehrer tätig. Dexter war ab seit 1972 Mitglied der New Yorker Musikergewerkschaft Local 802.

## Diskographische Hinweise
- Dexter Morrill / Marc Neikrug – The Madison String Quartet, Bruce Berg, Vivien Slater – String Quartet No. 1 / Three Lyric Pieces / String Quartet (1972)
- Ira Newborn: The Naked Gun Trilogy (Music from the Motion Pictures) (La-La Land Records, 2014)
- Alan Menken & Stephen Schwartz: Pocahontas (Walt Disney Records, 2015)
- Alice Parker: Heavenly Hurt: Poems By Emily Dickinson (Gothic Records, 2017)
- lan Menken, Stephen Schwartz: The Hunchback of Notre Dame (The Legacy Collection) (Walt Disney Records, 2021)